# Bayerischer Platz

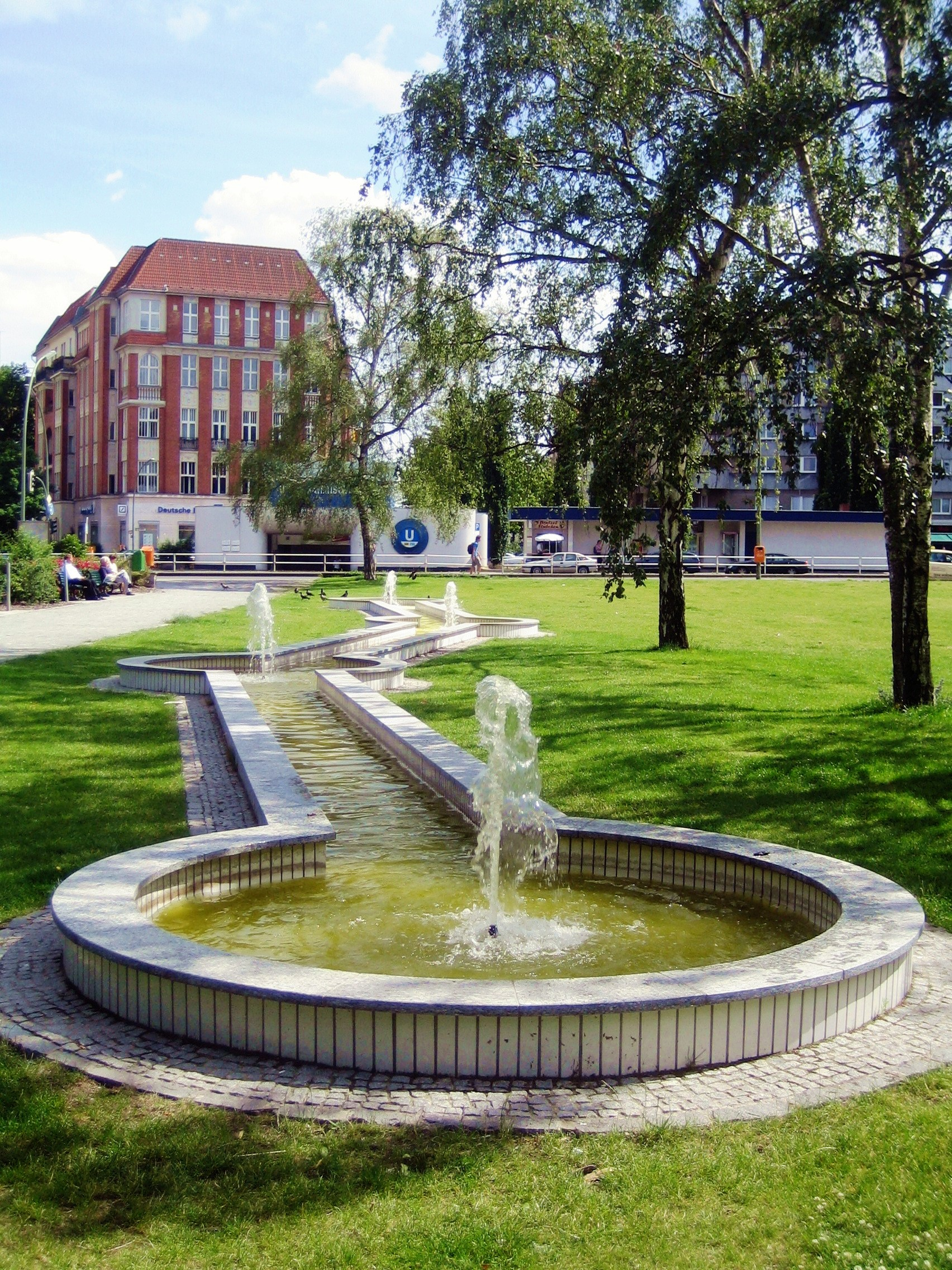
Bayerischer Platz.

Bayerischer Platz är ett torg i mitten av Bayerisches Viertel i stadsdelen Schöneberg i Berlin.  Från början hette platsen Platz Y men fick sitt namn av Schönebergs magistrat. Den fick sin första utformning 1908 av Fritz Enke. Under andra världskriget bombarderas platsen och en ny gestaltning av platsen följde 1958. Här återfinns även tunnelbanestationen Bayerischer Platz.